# Campo de Daroca
Campo de Daroca is een comarca van de Spaanse provincie Zaragoza. De hoofdstad is Daroca, de oppervlakte 1117,90 km² en het heeft 6623 inwoners (2002).

## Gemeenten
Acered, Aldehuela de Liestos, Anento, Atea, Badules, Balconchán, Berrueco, Cerveruela, Cubel, Las Cuerlas, Daroca, Fombuena, Gallocanta, Herrera de los Navarros, Langa del Castillo, Lechón, Luesma, Mainar, Manchones, Murero, Nombrevilla, Orcajo, Retascón, Romanos, Santed, Torralba de los Frailes, Torralbilla, Used, Valdehorna, Val de San Martín, Villadoz, Villanueva de Jiloca, Villar de los Navarros, Villarreal de Huerva en Villarroya del Campo.